# Hällefors folkhögskola
Hällefors folkhögskola ligger i Hällefors i Hällefors kommun med en filial i Örebro. Skolan har cirka 120 studerande. Skolbyggnaden ritades 1930 av Ingeborg Wærn Bugge.
Skolan har kurser inom inredningsarkitektur & design, form & design och två teaterkurser på distans, Skriva för scenen och teaterledare. Dessutom finns en allmän kurs som också finns i Örebro.